# Lidewij Edelkoort
Lidewij Edelkoort (Wageningen, 1950) is een voorspeller en onderzoeker van nieuwe trends. Ze studeerde mode en ontwerp aan de Kunstacademie van Arnhem.
In 1971 begon Edelkoort als modecoördinator en styliste bij De Bijenkorf. Daar viel ze op door haar vermogen de koopwensen van klanten voor het volgende seizoen te voorspellen. Na vier jaar vertrok ze naar Parijs, waar ze samen met Clemens Rameckers en Arnold van Geuns het adviesbureau Trend Union voor mode en schoonheidsproducten begon. Haar eigen bedrijf Studio Edelkoort richtte ze op in 1991. In 1993 richtte ze de organisatie Heartwear op waarmee ze kledingproducenten uit ontwikkelingslanden probeert op de Westerse markt te krijgen. Van 1999 tot 2008 was ze voorzitter van het college van bestuur van de Design Academy Eindhoven.
Het blad Time rekende haar in 2003 tot de 25 invloedrijkste mensen in de modewereld. In 2012 kreeg ze de onderscheiding Prins Bernhard Cultuurfonds Prijs en was ze te gast bij het tv-programma Zomergasten.

## Privé
Edelkoort had tot 2018 een relatie met grafisch ontwerper Anthon Beeke, hij stierf in 2018. Het stel ontmoette elkaar in 1987 op een designcongres in Amsterdam.

## Publicaties (selectie)
- Fetishism in fashion, compiled by Lidewij Edelkoort & edited by Philip Fimmano. Amsterdam, Frame Publishers, 2013. ISBN|978-94-9172713-9
- Lidewij Edelkoort et al.: The pop-up generation. Design between dimension. Amsterdam, BIS Publishers, 2012. ISBN|978-90-6369-282-7
- Ninke Bloemberg, Lidewij Edelkoort et al.: Nijntje in de mode. Utrecht, Centraal Museum, 2011. ISBN|978-90-5647-507-9
- Li Edelkoort (et al.): Bloom book. Natuur en cultuur in de 21ste eeuw. Warnsveld, Terra, 2001. ISBN|90-5897-040-X
- See All This Art Magazine #34 The Wardrobe as Art Collection, 2023[1]